# Pretty Much Dead Already
«Prácticamente Muertos» —título original en inglés: «Pretty Much Dead Already»— es el séptimo episodio de la segunda temporada de la serie de terror posapocalíptica The Walking Dead. El episodio marca un final de mitad de temporada, se estrenó en AMC en Estados Unidos el 27 de noviembre de 2011. En el episodio, Glenn (Steven Yeun) le revela al grupo que hay caminantes en el granero de los Greene, dividiendo al grupo en qué deben hacer. Hershel Greene (Scott Wilson) establece un plazo para que se vaya el grupo, a menos que Rick Grimes (Andrew Lincoln) haga una tarea difícil. Mientras tanto, Shane Walsh (Jon Bernthal) pierde poco a poco su cordura después que se le revelan muchos secretos.
El episodio fue escrito por Scott M. Gimple y dirigido por Michelle MacLaren. La muerte de Sophia Peletier es un tema prominente en "Pretty Much Dead Already", quien fue asesinada por Grimes seguido a su conversión de un caminante. Robert Kirkman sintió que asesinar a Sophia agregaría más dimensión al show, y crear más flexibilidad en cuanto a la progresión de la historia. El episodio generó 6.62 millones de espectadores y un índice de audiencia de 3.5. Se convirtió en la transmisión por cable más calificada del día, como también el cuarto programa más visto en el cable de la semana.

## Trama
Glenn, a instancias de Dale, finalmente le dice al grupo que el granero de la familia Greene está lleno de caminantes. El grupo inspecciona el granero y Shane cree que deberían limpiarlo, pero Rick cree que necesitan obtener la bendición de Hershel ya que todavía son invitados en su propiedad. Shane critica a Rick por continuar la búsqueda aparentemente inútil de Sophia, la hija de Carol, lo que enfurece a Daryl.
Más tarde, Maggie confronta a Glenn por revelar el secreto del granero al grupo, pero Glenn dice que su bienestar personal es más importante que sus afectos. Carol intenta evitar que Daryl busque a Sophia solo, pero luego regresa para mostrarle otra Rosa cherokee en flor, lo que ayuda a restaurar la fe de Carol en que encontrarán a Sophia. En otra parte, Rick confronta a Shane por su actitud desafiante. Los dos discuten hasta que Rick exclama que Lori está embarazada. Cuando Rick se va, Shane lo felicita, pero esta revelación lo sorprende y lo asusta.
Rick se acerca a Hershel sobre los caminantes en el granero, pero Hershel se niega a permitir que los dañen. Él, Maggie y Jimmy llevan a Rick a un pantano forestal donde dos caminantes están atrapados. Hershel insiste en que si el grupo de Rick va a permanecer en su granja, deben tratar a los caminantes como personas y le muestra a Rick cómo atraparlos y guiarlos de regreso.
Mientras tanto, Shane confronta a Lori sobre su embarazo, creyéndose el padre. Lori lo niega y Shane se marcha furioso, pero Carl lo detiene, insistiendo en que se queden y busquen a Sophia. Dale, al presenciar esto, advierte a Andrea sobre el comportamiento errático de Shane, quien luego distrae a los demás con el propósito de eliminar a los caminantes del granero y busca las armas del campamento las cuales se encuentran escondidas en el pantano. Shane descubre las armas desaparecidas y busca a Dale y le exige que las devuelva. Dale cede ante Shane, pero le advierte que no debe perder su humanidad. Shane responde que "ya están prácticamente muertos".
Shane arma al resto del grupo y convergen en el granero justo cuando Hershel, Rick y los demás regresan con los caminantes atrapados. Shane grita que los caminantes no son personas y dispara repetidamente a uno de los caminantes cautivos en el pecho para demostrarle a Hershel su naturaleza no-muerta antes de romper las cerraduras de las puertas del granero. Los caminantes comienzan a salir y Shane, Andrea, T-Dog, Daryl y Glenn ejecutan a los caminantes mientras los demás miran. En el último momento, Sophia, mordida, emerge del granero, muerta y zombificada. El grupo queda paralizado por la conmoción y la tristeza, incapaces de actuar mientras Sophia camina hacia ellos. Carol corre hacia su hija no-muerta y es detenida y retenida por un Daryl igualmente angustiado. Sólo Rick puede dar un paso adelante y procede en dispararle.

## Producción

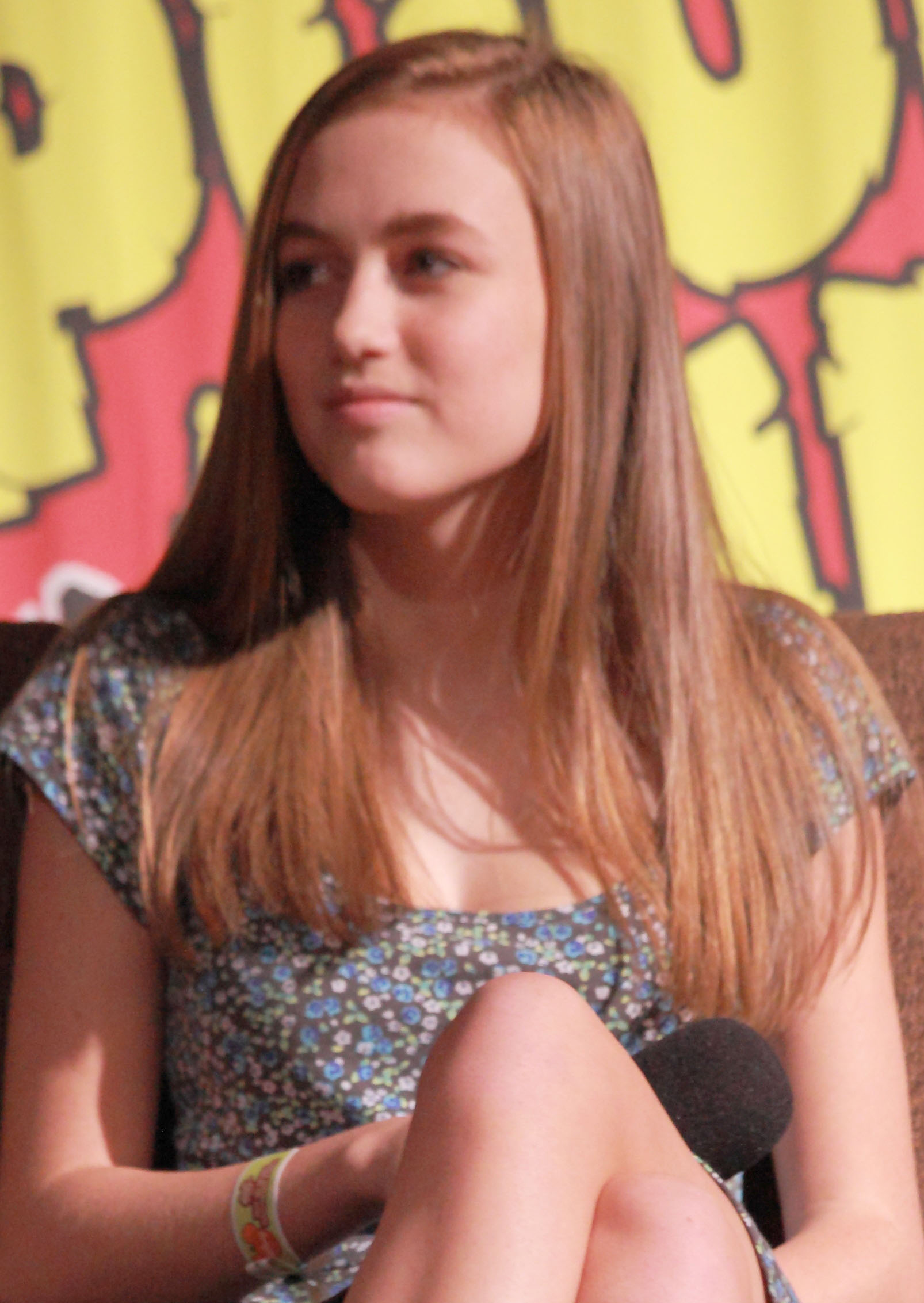
Este episodio marca la salida de Sophia Peletier, interpretada por Madison Lintz, esta muerta comienza un gran cambio entre la historia de la serie de televisión con el libro de historietas.

El episodio fue escrito por Scott M. Gimple y dirigido por Michelle MacLaren. Después de la emisión inicial de la entrega anterior, "Secrets", el escritor Robert Kirkman bromeó del paradero de "Pretty Much Dead Already". Dijo: "Hay muchas cosas que queríamos hacer en una cierta medida. En la sala de escritores éramos conscientes que estábamos llegando a un receso, así que definitivamente lo escribimos. Creo que las personas quedarán un poco sorprendidas."
La muerte de Sophia Peletier es el tema mayor en el episodio. Después de que el grupo se defendiera de los caminantes en el granero de Hershel Greene, Peletier aparece del granero como una caminante, para gran consternación de los sobrevivientes. Un Rick perturbado y afligido saca su arma y hace la decisión de dispararle. A pesar de estar sorprendida al principio sobre su personaje siendo asesinado, Madison Lintz concluyó que ella entendía las consecuencias para el show. Lintz afirmó que interpretar a un caminante fue una experiencia bienvenida para ella, y dijo que "mirará atrás y dirá que fue sorprendente." Robert Kirkman sintió que matar a Sophia le agregaría más dimensión al show, como también más flexibilidad a la progresión de la historia. "Cuando una buena idea aparece, tienes que ir con ella," dijo. "Sophia es un personaje que todavía está vivo en el cómic y ha contribuido un poco en la narrativa e informó varias historias a varios personajes. Al tener a Carol [...] sobrevivir en lugar de su hija como es lo opuesto en el cómic."
Es bueno saber que las personas no lo veían venir. Eso es una gran preocupación cuando tienes este tipo de historia y tú estás dando lugar a ese tipo de revelaciones. No quieres que las personas lo esperen, especialmente en The Walking Dead. Me enorgullece el hecho que, cuando recoges una edición del cómic, no quieres saber que pasará la próxima vez. Estoy feliz que están siendo tomados por sorpresa.
Otros temas frecuentes en el episodio es el embarazo de Lori. Después de tener una discusión fuerte, Rick le revela a Shane sobre su embarazo. Aunque él no cuestiona quien es el padre biológico, Robert Kirkman siente que Rick es "lo suficientemente inteligente para saber que el niño es de él o de Shane y que quizás no haya manera de saberlo nunca." Continuó: "Decirle eso a su esposa, a quién ama, sólo será doloroso para ella. Creo que es él tratando de ser un buen esposo y mostrando su capacidad de liderazgo en que él puede ponerse a sí mismo de lado para el mejoramiento de alguien más."

## Recepción

### Índice de audiencia
El episodio fue emitido el 27 de noviembre de 2011 en los Estados Unidos en AMC. Tras emitirse, generó 6.62 millones de espectadores y un índice de audiencia de 3.5. El episodio se convirtió en el programa de cable más calificado del día, obteniendo calificaciones más altas que Kourtney and Kim Take New York en E! y Real Housewives of Atlanta en Bravo. Además, el episodio se convirtió en la cuatra transmisión más calificada de la semana. En Reino Unido, el episodio recibió 666,000 espectadores, haciéndolo el programa de cable más visto en FX en la semana del 4 de noviembre.

### Críticas
"Pretty Much Dead Already" fue bien recibido por los críticos. Eric Goldman de IGN evaluó el episodio como "totalmente deprimente", y agregó que la naturaleza oscura hizo que la serie sobresaliera. Goldman le dio al episodio un ocho de diez, significando un "gran" puntaje. Aaron Rutkoff de The Wall Street Journal sintió que el episodio era la mejor entrega de la serie. John Serba de The Grand Rapids Press dijo que el episodio fue un final agradable a la primera parte de la temporada. Zack Halden de The A.V. Club dijo que antes de su final, el episodio era "la mezcla usual de lo muy bueno y lo profundamente irritante." Halden elogió el desarrollo del personaje en la entrega; "El episodio pone mucho esfuerzo en la intensificación de las tensiones entre la gente de Hershel y Rick, y mientras no es exactamente sutil, lo hace lo suficientemente común para ser eficaces." Concluyendo a su reseña, le dio al episodio una A-. Morgan Jeffrey de Digital Spy dijo que el capítulo estuvo "excelente" y agregó que la tensión "llega poco a poco a casi un nivel insoportable". Algunos críticos estuvieron divididos con el episodio. Nate Rawlings sintió que mientras los escritores ponían una gran cantidad de "sustancia" en los personajes, muchos de ellos todavía están sin desarrollar. Gina McIntyre de Los Angeles Times sintió que algunas partes del episodio les faltaba cohesión y dirección.
La escena final del episodio con la muerte de Sophia fue citada como el punto culminante del episodio. Janet Turyel de The Huffington Post dijo que la secuencia era "ficción sin miedo de provocar", mientras que Goldman lo describió como un "escenario absolutamente terrible." Henry Hanks opinó que la secuencia "los dejó con una escena final que estarán hablando hasta entonces." Starlee Kine dijo que contenía cualidades cinematográficas, y sintió que la escena fue "satisfactoria, triste, y divertida." Escribió: "Era todo lo que has querido que sea este show. Zombies además de sin diálogo, ¡una combinación ganadora! Y qué genial es que Sophia estuviera muerta en lugar de estar viva en alguna parte, con Meryl o Morgan o aquellos miembros de la pandilla cariñosa. Y debido a que se le dio más tiempo en la pantalla de lo que estuvo cuando estaba viva, fuimos capaces de preocuparnos de la muerte de su vida corta y joven." Jen Chaney de The Washington Post sintió lo mismo; "Realmente, los momentos finales del último episodio antes del hiato de la serie en diciembre/enero estuvo como fuegos artificiales en el cuatro de julio, asumiendo que las celebraciones de tu cuatro de julio involucran zombies y una pila de cadáveres." Rawlings concluyó que era la resolución perfecta para lo que él llamó "el subtrama más lento de la televisión." McIntyre sintió que la escena final fue el momento más memorable del episodio, y dijo que fue difícil de ver.
Ken Tucker de Entertainment Weekly afirmó que la escena restableció The Walking Dead a su forma completa. Alan Sepinwall opinó similar y observó que fue efectivo para mantener a los espectadores charlando hasta el próximo episodio. Mark Maurer de The Star-Ledger sintió que si bien fue previsible, el segmento fue "bien hecho." Josh Wigler de MTV dijo que la historia terminó en "una manera mucho más oscura que nadie podría haber imaginado."